# Marie Wilson
Marie Wilson, nata Katherine Elisabeth Wilson, (Anaheim, 19 agosto 1916 – Hollywood, 23 novembre 1972), è stata un'attrice statunitense.

## Biografia
Marie Wilson iniziò giovanissima la propria carriera artistica a New York, come ballerina sui palcoscenici di Broadway. Nel 1934 debuttò nel cinema, comparendo in un piccolo ruolo, non accreditato, nel film Nel paese delle meraviglie (1934), con Laurel & Hardy. Bionda, dotata di una bellezza provocante e ricca di verve, la Wilson apparve in numerosi film degli anni trenta, tra cui Satan Met a Lady (1936, adattamento del romanzo Il falcone maltese di Dashiell Hammett), L'ultima beffa di Don Giovanni (1937) e Il piacere dello scandalo (1938).
Nella prima metà degli anni quaranta, l'attrice divenne molto popolare tra i soldati americani: fu una tra le più ammirate pin up e partecipò volontariamente all'iniziativa della Hollywood Canteen, locale di Los Angeles fondato da Bette Davis e da John Garfield, nel quale i militari in licenza potevano trascorrere qualche ora di relax e di divertimento, intrattenuti da noti divi di Hollywood.
Interpretò la ballerina Rachel Michot in Il disonesto (1947), tratto dal romanzo Bel Ami di Guy de Maupassant, storia della scalata sociale di Georges Duroy (George Sanders), un seduttore che sfrutta il proprio fascino sulle donne per arrivare ai vertici della buona società parigina. Ma la vera notorietà giunse per la Wilson grazie allo show radiofonico My Friend Irma in cui interpretava il ruolo principale di Irma Peterson, una ragazza svampita e in carriera di Manhattan, che ha una serie di divertenti avventure con la sua migliore amica Jane Stacey.
La popolarità della serie presso il pubblico radiofonico convinse il produttore cinematografico Hal B. Wallis a trarne una versione cinematografica, dal titolo La mia amica Irma (1949), in cui la Wilson riprese il ruolo di Irma Peterson, accanto a Diana Lynn nel ruolo di Jane e a John Lund nella parte di Al, fidanzato di Irma. Il film rappresentò anche il veicolo di lancio della coppia Dean Martin-Jerry Lewis, nei panni rispettivamente di Steve Laird (fidanzato di Jane) e di Seymour (il maldestro migliore amico di Steve). La pellicola riconfermò il successo già ottenuto alla radio dalla Wilson, che tornò a interpretare Irma Peterson nel sequel dal titolo Irma va a Hollywood (1950), con lo stesso cast del film precedente, confermandosi una volta di più come quintessenza del personaggio della bionda bella, effervescente e tendenzialmente svampita.
Nella commedia Una ragazza in ogni porto (1952), con Groucho Marx, interpretò la cameriera Jane Sweet proprietaria di un purosangue. Nel film, due marinai maneggioni (Groucho e William Bendix) tentano di spacciare il loro ronzino per il fuoriclasse di Jane e cercano di venderlo a un ingenuo compratore (Don DeFore), che si innamora, pienamente ricambiato, della bella Jane, solare e avvenente nel suo costume da cameriera.
La bionda attrice si avviava però al declino.
Nella seconda parte della sua carriera, apparve ancora sul grande schermo nelle commedie La divisa piace alle signore (1953), Il bisbetico domato (1953) e Mister Hobbs va in vacanza (1962). Ma durante gli anni sessanta si dedicò completamente alla televisione, nelle serie La legge di Burke (1964-1965) e Love, American Style (1972), partecipando più volte come ospite nello spettacolo The Ed Sullivan Show e prestando la propria voce al personaggio di Penny McCoy nella serie animata I selvaggi (1970).

## Vita privata
Marie Wilson fu sposata quattro volte: durante gli anni trenta con il regista Nick Grinde, dal 1938 al 1939 con il giocatore di golf Bob Stevens, dal 1942 al 1950 con Allan Nixon, dal 1951 con l'attore Robert Fallon (che morirà nel 1995). Quest'ultima unione durò fino alla scomparsa dell'attrice, sopravvenuta nel 1972 all'età di 56 anni, a causa di un cancro.

## Filmografia

### Cinema
- Carioca (Flying Down to Rio), regia di Thornton Freeland (1933)
- Down to Their Last Yacht, regia di Paul Sloane (1934) (non accreditata)
- Il Villaggio Incantato (Babes in Toyland), regia di Gus Meins e Charley Rogers (1934) (non accreditata)
- Bum Voyage, regia di Nick Grinde (1934) (non accreditata)
- My Girl Sally, regia di Alfred J. Goulding (1935)
- Rivalità senza rivali (Ladies Crave Excitement), regia di Nick Grinde (1935) (non accreditata)
- The Girl Friend, regia di Edward Buzzell (1935) (non accreditata)
- Stars Over Broadway, regia di William Keighley (1935)
- Broadway Hostess, regia di Frank McDonald (1935)
- Miss Pacific Fleet, regia di Ray Enright (1935)
- Colleen, regia di Alfred E. Green (1936)
- Slide, Nellie, Slide, regia di Ralph Staub (1936)
- The Big Noise, regia di Frank McDonald (1936)
- Satan Met a Lady, regia di William Dieterle (1936)
- Ali sulla Cina (China Clipper), regia di Ray Enright (1936)
- King of Hockey, regia di Noel M. Smith (1936)
- Melody for Two, regia di Louis King (1937)
- Public Wedding, regia di Nick Grinde (1937)
- Over the Goal, regia di Noel M. Smith (1937) (non accreditata)
- L'ultima beffa di Don Giovanni (The Great Garrick), regia di James Whale (1937)
- The Invisible Menace, regia di John Farrow (1938)
- Il piacere dello scandalo (Fools for Scandal), regia di Mervyn LeRoy e Bobby Connolly (1938)
- Vitaphone Pictorial Revue, Series 2, No. 12, regia di Lloyd French (1938)
- Boy Meets Girl, regia di Lloyd Bacon (1938)
- Broadway Musketeers, regia di John Farrow (1938)
- Sweepstakes Winner, regia di William C. McGann (1939)
- Waterfront, regia di Terry O. Morse (1939)
- Should Husbands Work?, regia di Gus Meins (1939)
- The Cowboy Quarterback, regia di Noel M. Smith (1939)
- Virginia, regia di Edward H. Griffith (1941)
- Rookies on Parade, regia di Joseph Santley (1941)
- Flying Blind, regia di Frank McDonald (1941)
- Harvard, Here I Come!, regia di Lew Landers (1941)
- Ombre di Broadway (Broadway), regia di William A. Seiter (1942)
- She's in the Army!, regia di Jean Yarbrough (1942)
- You Can’t Ration Love, regia di Lester Fuller (1944)
- Al chiaro di luna (Shine on Harvest Moon), regia di David Butler (1944)
- Marisa (Music for Millions), regia di Henry Koster (1944)
- Una giovane vedova (Young Widow), regia di Edwin L. Marin (1946)
- Licenza d'amore (No Leave, No Love), regia di Charles Martin (1946)
- Il disonesto (The Private Affairs of Bel Ami), regia di Albert Lewin (1947)
- The Fabulous Joe, regia di Harve Foster (1947)
- The Hal Roach Comedy Carnival, regia di Bernard Carr e Harve Foster (1947)
- Linda Be Good, regia di Frank McDonald (1947)
- La mia amica Irma (My Friend Irma), regia di George Marshall (1949)
- Irma va a Hollywood (My Friend Irma Goes to Hollywood), regia di Hal Walker (1950)
- Una ragazza in ogni porto (A Girl in Every Port), regia di Chester Erskine (1952)
- La divisa piace alle signore (Never Wave at a WAC), regia di Norman Z. McLeod (1953)
- Il bisbetico domato (Marry Me Again), regia di Frank Tashlin (1953)
- L'inferno ci accusa (The Story of Mankind), regia di Irwin Allen (1957)
- Mister Hobbs va in vacanza (Mr. Hobbs Takes a Vacation), regia di Henry Koster (1962)

### Televisione
- My Friend Irma – serie TV, 5 episodi (1952-1954)
- Ernestine, regia di Sidney Salkow – film TV (1962)
- The Comedy Spot – serie TV, 1 episodio (1962)
- Empire – serie TV, 1 episodio (1963)
- La legge di Burke (Burke's Law) – serie TV, 2 episodi (1965)
- St. Patrick's Day TV Special, regia di William Rainbolt – film TV (1969)
- I selvaggi (Where's Huddles?) – serie TV, 10 episodi (1970) - voce
- Love, American Style – serie TV, 1 episodio (1972)

## Doppiatrici italiane
- Rosetta Calavetta in La mia amica Irma, Irma va a Hollywood
- Dhia Cristiani in Una giovane vedova